# Martin Bělík
Martin Bělík (* 12. September 1967 in Sokolov) ist ein ehemaliger tschechischer Basketballspieler.

## Werdegang
Der aus Sokolov stammende Bělík spielte von 1989 bis 1992 bei CSA Sparta Prag und sammelte mit der Mannschaft auch Europapokal-Erfahrung, als er mit den Pragern in der Saison 1991/92 im Vorläufer des Saporta-Cups antrat und in der zweiten Runde des Wettbewerbs gegen Panionios Athen aus Griechenland ausschied. Er studierte in Prag Bauingenieurswesen.
1992 wechselte Bělík nach Deutschland. Der 1,84 Meter große Aufbauspieler war Mitglied des Zweitligisten MTV Wolfenbüttel. In der Saison 1994/95 kam er in Haupt- und Abstiegsrunde der 2. Bundesliga auf einen Punkteschnitt von 11,8 je Begegnung. Er spielte bis 1999 in Wolfenbüttel.